# Les Groseilles de novembre
Les Groseilles de novembre (en estonien Rehepapp ehk November), sous-titré Chronique de quelques détraquements dans la contrée des kratts, est un roman publié par l'écrivain estonien Andrus Kivirähk en 2000 et traduit en français en 2014. 
Il relate la vie quotidienne d'un village dans une Estonie médiévale merveilleuse fondée sur les légendes et les croyances paysannes estoniennes. Le ton du livre alterne entre l'humour et le drame. Le roman a été adapté au cinéma en 2017.

## Résumé
Chaque chapitre du roman relate une journée du mois de novembre. Chaque jour voit les villageois tenter de survivre dans un quotidien rude marqué par la pauvreté, la dureté du travail et les nombreux dangers qui les guettent. De multiples rivalités ou amitiés entre villageois se nouent et se dénouent au fil du temps. 
Pour améliorer leur quotidien, plusieurs villageois ont recours à des pratiques magiques ou semi-magiques, à commencer par la fabrication de kratts, de petits serviteurs dont le corps est fait d'objets du quotidien mis au rebut (chaudrons, bouilloires, seaux et balais, bâtons, etc.). Une fois le kratt confectionné, il faut aller dans la forêt passer un pacte avec le Diable afin de donner vie au serviteur, mais les villageois ont leurs propres ruses pour éviter de finir damnés : au lieu de signer avec leur sang, ils utilisent du jus de groseilles. Quand le kratt est fatigué, ou usé, ou surexploité, il prend feu, et tout doit être recommencé.
La campagne environnante est aussi peuplée par des créatures surnaturelles (comme suce-lait trop fragile, génie, chaussefroide, croque-mitaine, pelu-noir), sans parler de la mort ou de la peste qui prend la forme d'une créature repoussante marchant de village en village pour décimer la population, mais aussi bien en petite chèvre, en jeune fille ou en grosse pièce de monnaie.
Certains adultes disposent d'un onguent à loup qui permet de se transformer en loup ou en loup-garou et de fréquenter sans trop de risque la forêt, de ramener du gibier, de visiter les extérieurs des fermes ou du manoir.

## Personnages
- Lembit, surveillant du manoir, récupère les hosties pour chasser efficacement
  - Timofei, le vieux soldat infirme, qui vit chez Lembit
- Hans, le régisseur du manoir, amoureux de la jeune baronne
  - et son kratt bonhomme de neige raconteur de belles histoires d'amour
- Oskar, intendant des récoltes au manoir
  - Mall, son épouse, enceinte et réclamant de la viande
- Luise, femme de chambre au manoir, amie de Linna
- Ints, valet de chambre au manoir
- Koera Kaarel, fermier
- Räägu Reïn, fermier, veuf, se méfiant de tout ce qui touche au manoir et ceux qui y sont employés
  - Liina, sa fille (robe, broche), amoureuse d'un homme qui ne le sait pas et aime ailleurs
  - Jaan, son valet, orphelin, serf misérable, rêvant du lointain et chaud pays des paresseux, amoureux de Luise
- Sander, granger (métayer), guérisseur
- Imbi et Ärni, vieux couple de paysans sans terre, toujours prêts à quémander ou chaparder
- Ouna Endel, fermier, jeune homme musclé, et grossier, fiancé supposé de Liina, mais sans kratt
- le pasteur Moosel
- Muna Ott, disparu dix ans au service du Vieux-Païen, à entretenir le feu sous les chaudrons (une sinécure), et désormais au service du pasteur
- Minna, la sorcière, petite vieille, et ses productions
- le Diable, le Vieux-Païen, le Vieux-Garçon, Vénérable Cornu, noble seigneur de l'enfer
- au manoir des Allemands :
  - la vieille baronne
  - le vieux baron
  - la jeune baronne
- le tavernier
- un chapardeur (étranger), de Saaremaa
- Villu, granger du village voisin, qui annonce à Sander le retour de la peste
- un colporteur seto
- Sorgu Mai, vieille fille morte, revenante, qui s'occupe de ses vaches de mer bleues

## Histoire éditoriale
Rehepapp ehk November a été publié en Estonie en 2000 chez Varrak. Le roman a été traduit en français par Antoine Chalvin et publié en France aux éditions Le Tripode en 2014.

## Accueil critique
Le roman reçoit un excellent accueil en Estonie et est considéré à l'époque comme le meilleur roman de l'auteur.
La traduction française du roman reçoit une bonne critique dans la revue de littératures de l'imaginaire Bifrost. Jean-Pierre Lion estime que le roman est « incontestablement un livre très original des plus amusants qui sort allègrement des sentiers battus de la fantasy » et suppose que l'auteur pourrait plaire aux amateurs de feu Terry Pratchett. Le seul reproche qu'il adresse au roman est de rester dans un univers assez proche de celui de L'Homme qui savait la langue des serpents. Dans la revue de littérature généraliste Nouvelle Quinzaine littéraire, Gabrielle Napoli donne également une critique favorable où elle voit dans le roman un « conte délirant et enjoué, qui livre pourtant une vision très noire de l’humanité », de sorte que le lecteur reste « sur la corde raide, entre franche rigolade et inquiétude métaphysique ».

## Adaptation au cinéma
Les Groseilles de novembre a été adapté au cinéma en 2017 par le réalisateur Rainer Sarnet (en) sous le titre November, sorti en Estonie le 3 février 2017.